# Resolutie 834 Veiligheidsraad Verenigde Naties
Resolutie 834 van de Veiligheidsraad van de Verenigde Naties werd unaniem goedgekeurd op 1 juni 1993 en verlengde de UNAVEM II-missie in Angola met anderhalve maand.

## Achtergrond
Nadat Angola in 1975 onafhankelijk was geworden van Portugal keerden de verschillende onafhankelijkheidsbewegingen zich tegen elkaar bij het dingen naar de macht. Onder meer Zuid-Afrika en Cuba mengden zich in de burgeroorlog, totdat ze zich in 1988 terugtrokken. De VN-missie UNAVEM I zag toe op het vertrek van de Cubanen. Een staakt-het-vuren volgde in 1990, en hiervoor werd de UNAVEM II-missie gestuurd. In 1991 werden akkoorden gesloten om democratische verkiezingen te houden die eveneens door UNAVEM II zouden worden waargenomen.

## Inhoud

### Waarnemingen
De Veiligheidsraad was bezorgd om de verslechterende politieke, militaire en humanitaire situatie in Angola. De gesprekken tussen het land en de rebellengroep UNITA in Abidjan waren mislukt en ook een staakt-het-vuren was er niet uitgekomen. De raad steunde secretaris-generaal Boutros Boutros-Ghalis inspanningen om zo snel mogelijk een uitweg te vinden. Hij benadrukte ook het belang van de VN-aanwezigheid om het vredesproces vooruit te duwen en bevestigde de eenheid en territoriale integriteit van Angola.

### Handelingen
De Veiligheidsraad besliste het mandaat van de UNAVEM II-missie met een periode van 45 dagen te verlengen, tot 15 juli. De raad eiste ook dat UNITA de uitslag van de verkiezingen die in 1992 waren gehouden zou aanvaarden en zich aan het Vredesakkoord zou houden. De acties en aanvallen van UNITA werden veroordeeld en de weigering van deze organisatie om zich terug te trekken uit de plaatsen die ze sinds de hervatting van de vijandelijkheden had bezet werd betreurd. Beide partijen werden ook opgeroepen de gesprekken zo snel mogelijk te hervatten, terwijl UNITA verantwoordelijk werd gehouden voor het afspringen ervan. Ook werden alle landen opgeroepen het akkoord niet in gevaar te brengen en UNITA niet militair of anderszins te steunen.
De Veiligheidsraad verwelkomde verder de secretaris-generaals stappen om de humanitaire activiteiten in Angola te versterken. Alle lidstaten, de gespecialiseerde organisaties en niet-gouvernementele organisaties werden opgeroepen hieraan genereus bij te dragen. Beide partijen werden opgeroepen het internationaal humanitair recht te respecteren, waaronder het niet hinderen van de hulpverlening aan de bevolking, en de veiligheid van de hulpverleners te garanderen. Ook werden de secretaris-generaal en zijn Speciale Vertegenwoordiger geprezen omdat ze de opening van humanitaire corridors konden afspreken. De secretaris-generaal werd gevraagd om zeker voor 15 juli te rapporteren over de situatie en aanbevelingen te doen over de verdere rol van de VN in het vredesproces. De Veiligheidsraad was klaar om snel actie te ondernemen om de VN-aanwezigheid gevoelig uit te breiden ingeval het vredesproces sterk vooruit zou gaan.

## Verwante resoluties
- Resolutie 811 Veiligheidsraad Verenigde Naties
- Resolutie 823 Veiligheidsraad Verenigde Naties
- Resolutie 851 Veiligheidsraad Verenigde Naties
- Resolutie 864 Veiligheidsraad Verenigde Naties

Lijst ·  800 ·  801 ·  802 ·  803 ·  804 ·  805 ·  806 ·  807 ·  808 ·  809 ·  810 ·  811 ·  812 ·  813 ·  814 ·  815 ·  816 ·  817 ·  818 ·  819 ·  820 ·  821 ·  822 ·  823 ·  824 ·  825 ·  826 ·  827 ·  828 ·  829 ·  830 ·  831 ·  832 ·  833 ·  834 ·  835 ·  836 ·  837 ·  838 ·  839 ·  840 ·  841 ·  842 ·  843 ·  844 ·  845 ·  846 ·  847 ·  848 ·  849 ·  850 ·  851 ·  852 ·  853 ·  854 ·  855 ·  856 ·  857 ·  858 ·  859 ·  860 ·  861 ·  862 ·  863 ·  864 ·  865 ·  866 ·  867 ·  868 ·  869 ·  870 ·  871 ·  872 ·  873 ·  874 ·  875 ·  876 ·  877 ·  878 ·  879 ·  880 ·  881 ·  882 ·  883 ·  884 ·  885 ·  886 ·  887 ·  888 ·  889 ·  890 ·  891 ·  892